# Военен бунт в Испанска Гвинея (1936)
Военният бунт в Испанска Гвинея е въоръжен конфликт за контрола над колонията Испанска Гвинея по време на Гражданската война в Испания. Боевете са между републиканските и бунтовническите сили между септември и октомври 1936 г.
Националистите първо поемат контрола над остров Фернандо Пу на 19 септември, а по-късно завземат останалата част от колонията, след като получават подкрепления през октомври.

## Предистория
Испанската империя създава колонията Испанска Гвинея през 1778 г., след Договора от Ел Пардо с Кралство Португалия. Португалските търговци на роби запазват де факто контрола над региона, докато Карлос Чакон не е обявен за негов първи генерал-губернатор през 1858 г. По време на борбата за Африка, Испания губи значителни части от териториите си в Гвинейския залив в полза на Франция и Германия. Нейното катастрофално поражение в Испанско-американската война от 1898 г. допълнително намалява броят на колониалните ѝ владения, като същевременно увеличава значението на Испанска Гвинея като отвъдморска територия. Експлоатацията на природните ресурси на колонията започва сериозно, мисионери създават постоянни аванпостове на територията ѝ и Колониалната гвардия на Испанска Гвинея е сформирана през 1908 г., за да защитава новите заселници.
След провъзгласяването на Втората испанска република колониалните политики се насочват към увеличаване на икономическото производство на Гвинея. За тази цел правителството ограничава влиянието на кларетинските католически мисионери и законните права на местното население. На 13 юли 1936 г. испанският националист законодател Хосе Калво Сотело е убит в Мадрид, с което четири дни по-късно започва националистически преврат. Избухването на гражданската война в континенталната част на Испания води до конфронтации между привържениците на левия Народен фронт и кларетинците (поддръжници на националистическите бунтовници и католическата църква) в цялата колония. Напрежението продължава да ескалира през лятото, тъй като банковите сметки са замразени и пратките не успяват да достигнат до колонията.

## Конфликт
На 19 септември 1936 г. началникът на колониалната гвардия подполковник Луис Серано Марангес започва въстание срещу Фернандо Пу, сваляйки републиканския генерал-губернатор Санчес Гера с безкръвен преврат. Следвайки заповедите на Франсиско Франко, Серано поема управлението и налага военно положение, обявявайки колонията във война. Вицегубернаторът Мигел Ернандес Порсел, който е в Бата, отказва да признае Серано. На 23 септември кларетинците от континенталната част на колонията организират милиция и тръгват към Бата в подкрепа на Серано, а Порсел изпраща сили за да ги спре. Двете групи се срещат в Командачина близо до река Екуку. Двама местни войници са убити в боя, където републиканците са победители. Лидерите на кларетинците в континенталната част са експулсирани във Френско Конго, и много по-късно отпътуват до Фернандо Пу. По този начин колонията се разделя между пронационалисткия Фернандо Пу и републикански Рио Муни.
Републиканците стават практически изолирани от своите съюзници, като превръщат единствения си наличен кораб, Фернандо Пу, в затвор за католически мисионери и монахини. През октомври националистическият спомагателен крайцер „Ciudad de Mahon“, въоръжен със 76 mm оръдие, 101 mm оръдие и превозващ марокански националистически войски от Канарските острови, акостира във Фернандо Пу. Серано реквизира кораба, използвайки го, за да обстрелва Бата и да удари Фернандо Пу, убивайки трима свещеници и един цивилен, държани на борда като затворници. Републиканските милиционери, обслужващи Фернандо Пу, набързо изоставят потъващия кораб, чийто корпус е нападнат от войски от Сиудад де Махон, преди да се преобърне на следващия ден. След това националистическите подкрепления кацат в Бата, бързо завладявайки Рио Муни. Повечето републиканци бягат във Френско Конго, а някои от тези, които остават са екзекутирани, докато други депортирани на Канарските острови през ноември.

## Последици
Конфликтът в комбинация с прекъсването на световната търговия по време на Втората световна война кара колонията да изпита остър недостиг на храна и лекарства, както и висока инфлация. След като поемат контрола над колонията, националистите испанизират имената на местните области, юридически обединяват Фернандо Пу и Рио Муни с останалата част от Испания и постепенно еманципират местното население. Идеалите на национализма се разпространяват сред първото поколение еманципирани местни жители, които по-късно водят колонията до независимост в държавата Екваториална Гвинея.